# (30942) Геликаон
(30942) Геликаон (лат. Helicaon) — типичный троянский астероид Юпитера, движущийся в точке Лагранжа L5, в 60° позади планеты. Астероид был открыт 8 февраля 1994 года бельгийским астрономом Эриком Эльстом в обсерватории Ла-Силья и назван в честь одного из защитников Трои.

Орбита астероида Геликаон и его положение в Солнечной системе